# Alboque

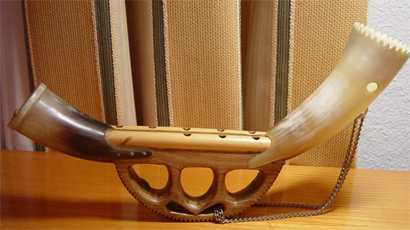
Um Alboque tradicional basco

O alboque é um tipo de gaita pastoril de palheta simples, tradicional do País Basco.
Seu nome deriva do árabe "al-bûq" (البوق) (literalmente "o trompete" ou "o chifre"). De acordo com estudiosos, o instrumento tem suas origens na Ásia e foi trazido a Península Ibérica através das invasões árabes. 
É constituído de dois chifres, de boi ou cabra, um corpo em madeira e dois tubos que podem ser de diversos materiais (tradidionalmente de bambu). Por fim dispõe de duas palhetas simples que lhes dão o som característico.
Seu som é semelhante ao da gaita-de-foles, e igual a este, também é ininterrupto. O método para tocá-la é o de insuflação contínua (enchendo as bochechas de ar e inspirando pelo nariz simultaneamente), fazendo com que se consiga tocar enquanto respira.